# Koltur
Koltur (en danés: Kolter) es una de las 18 islas del archipiélago de las Islas Feroe, situado en el Mar de Noruega. Su nombre significa Potro, y siempre ha estado relacionada con la vecina Hestur (cuya traducción es Caballo).

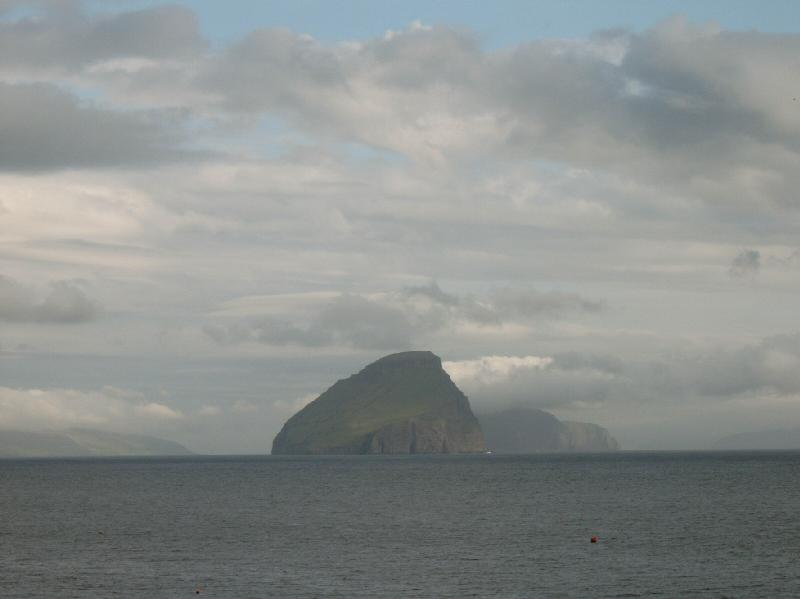
Vista de la isla desde Vágar.

Koltur es la isla poblada más pequeña de las Feroe y su historia va directamente relacionada con Hestur. En el pasado, la población llegó a ser de 50 habitantes divididos en dos familias que, curiosamente, no tenían ningún tipo de comunicación entre ellas (las causas de dicho enfrentamiento se desconocen). La isla tiene una única población: Koltur.  En la década de los '80 todos sus habitantes (mayoritariamente dedicados al cuidado de ovejas) abandonaron la isla. Desde entonces sólo dos personas han regresado.  Koltur tiene una montaña: Kolturshamar (478 m).
En 1994 la familia Patursson de la localidad de Kirkjubøur decidió regresar a la isla con el objetivo de restaurar uno de los antiguos asentamientos e intentar implantar de nuevo la ganadería local. Otro de sus objetivos es intentar fomentar el turismo rural.
Aunque tras la restauración realizada por la familia Patursson, se creó un pequeño puerto, no existe ninguna conexión de ferry, por lo que la única forma posible de visitar la isla es a través de un helicóptero, que realiza el trayecto tres veces por semana.